# Alyssa Milano
Alyssa Jayne Milano (* 19. prosince 1972 Brooklyn, New York, USA) je americká herečka, producentka a bývalá zpěvačka. Nejvíce se proslavila rolemi v televizních seriálech Who's the Boss? (1984–1992), Melrose Place (1997–1998), Čarodějky (1998–2006) a Mistresses (2013–2014).

## Životopis
Je dcerou módní designérky a manažerky Lin Milano a Thomase M. Milano, který pracuje jako editor filmové hudby. Má mladšího bratra Coryho (narozený 1982), který se také živí herectvím. Má italské předky.

## Kariéra

### Začátky
K herectví se dostala úplnou náhodou, když ji chůva jednoho dne vzala s sebou na konkurz do putovního muzikálu Annie, který odstartoval na Broadwayi. Zatímco paní na hlídání odešla s nepořízenou, Alyssa měla tehdy štěstí a dostala svou první roli. V sedmi letech tak s matkou vyrazila na osmnáctiměsíční divadelní turné. Po návratu do New Yorku účinkovala v reklamách, v deseti letech účinkovala v seriálu Who's the Boss?. Ve 12 letech si zahrála dceru postavy Arnolda Schwarzeneggera ve filmu Komando.
V roce 1994 se snažila získat roli Shannen Doherty v úspěšném seriálu Beverly Hills 90210, ale nepodařilo se jí to.

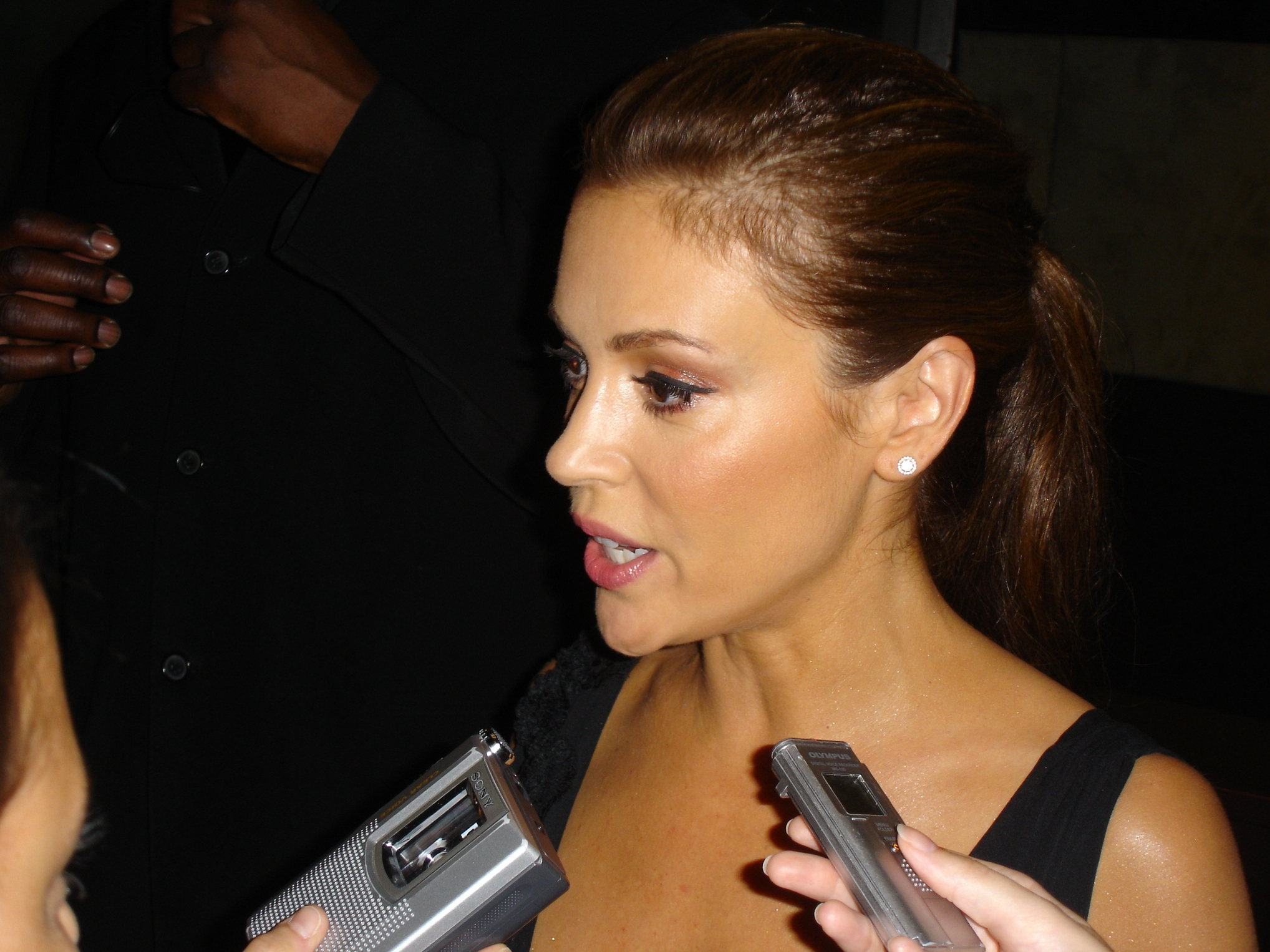
Alyssa Milano v roce 2008

### 1997–2010
V roce 1997 získala roli ve filmu Láska na druhý pohled. Roli Jennifer Mancini hrála v seriálu Melrose Place. Získala jednu z hlavních rolí seriálu Čarodějky. Objevila se v deseti epizodách seriálu Jmenuju se Earl.
Stala se producentkou a sama hrála ve filmu Kluk mojí holky. 19. dubna 2010 měl premiéru seriál Romantically Challanged, kde hrála Rebeccu Thomas, rozvedenou svobodnou matku. Také produkovala a zahrála si ve filmu Neděle u Tiffanyho.

### 2011–současnost
Účinkovala ve dvou komediích: Týden bez závazků a Šťastný Nový rok. V červnu 2013 se objevila v roli Savannah Davis v dramatickém seriálu stanice ABC Mistresses. Po druhé řadě se rozhodla seriál opustit. Poté se stala moderátorkou a porotkyní reality show Project Runaway: All Stars. V roce 2017 se připojila k seriálu stanice Netflix Wet Hot American Summer: Ten Years Later.

## Osobní život
V lednu 1999 si vzala Cinjuna Tateho, kytaristu a zpěváka kapely Remy Zero, ale po deseti měsících se dvojice rozvedla.
Po roce vztahu se zasnoubila s Davidem Bugliarim v prosinci 2008 a vzali se 15. srpna 2009 v New Jersey. Mají dvě děti: syna Milo Thomase (narozený 31. srpna 2011) a dceru Elizabellu Dylan (narozená 4. září 2014).

## Filmografie

### Film
| Rok  | Název                                     | Role                      | Poznámky         |
| ---- | ----------------------------------------- | ------------------------- | ---------------- |
| 1984 | Old Enough                                | Diane                     |                  |
| 1985 | Komando                                   | Jenny Matrix              |                  |
| 1986 | Strašidlo cantervillské                   | Jennifer Canterville      |                  |
| 1988 | Dopravní akademie                         | Vanessa Crawford          |                  |
| 1988 | Dance 'til Dawn                           | Shelley Sheridan          |                  |
| 1989 | Závodní horečka                           | Lurleen                   |                  |
| 1991 | Kam tě den zavede                         | Kimmy                     |                  |
| 1992 | Little Sister                             | Diana                     |                  |
| 1993 | Oběti lásky: Příběh Lolity z Long Islandu | Amy Fisher                |                  |
| 1993 | At Home with the Webbers                  | Fanoušek                  | cameo            |
| 1993 | Candles in the Dark                       | Sylvia Velliste           |                  |
| 1993 | Conflict of Interest                      | Eve                       |                  |
| 1994 | Dvojitý drak                              | Marian Delario            |                  |
| 1994 | Confessions of a Sorority Girl            | Rita Summers              |                  |
| 1995 | V objetí upíra                            | Charlotte Wells           |                  |
| 1995 | Glory Daze                                | Chelsea                   |                  |
| 1995 | Tajemný klášter                           | Cristina Herrera          |                  |
| 1995 | Náhradní matka                            | Amy Winslow               |                  |
| 1996 | Krutá Aljaška                             | Denise Harris             |                  |
| 1996 | Public Enemies                            | Amaryllis                 |                  |
| 1996 | Jedovatý břečťan 2: Lily                  | Lily Leonetti             |                  |
| 1996 | Milenec nebo vrah                         | Margo Masse               |                  |
| 1996 | Jimmy Zip                                 | Katie                     | krátký film      |
| 1997 | Pod podlahou                              | Susanne                   | také producentka |
| 1997 | Láska na druhý pohled                     | Hugo Dugay                |                  |
| 1998 | Zlatá horečka                             | Frances Ella 'Fizzy' Fitz |                  |
| 2001 | Lady a Tramp II: Scampova dobrodružství   | Angel                     | hlas             |
| 2002 | Supersvůdníci 2                           | Amy                       |                  |
| 2002 | Polibte nevěstu                           | Amy Kayne                 |                  |
| 2003 | Velké dítě Dickie Roberts                 | Cyndi                     |                  |
| 2005 | Dinotopie: Výprava za kamenem Slunce      | 26 (hlas)                 |                  |
| 2007 | The Blue Hour                             | Allegra                   |                  |
| 2008 | Patalogie                                 | Gwen Williamson           |                  |
| 2008 | Single with Parents                       | Louisa                    |                  |
| 2008 | Me and Everyone Else                      | Mia Stevens               |                  |
| 2010 | DC Showcase: The Spectre                  | Aimee Brenner (hlas)      | krátký film      |
| 2010 | Kluk mojí holky                           | Jesse Young               | také producentka |
| 2010 | Neděle u Tiffanyho                        | Jane Claremont            | také producentka |
| 2011 | Beverly Hills Chihuahua 2                 | Biminy                    |                  |
| 2011 | Týden bez závazků                         | Mandy Bohac               |                  |
| 2011 | Šťastný Nový rok                          | zdravotní sestra Mindy    |                  |
| 2016 | What Goes Around Comes Around             | Robin                     |                  |
| 2018 | Láska v malé Itálii                       | Dora Angioli              |                  |
| 2022 | Stud stranou                              | Grace                     |                  |

### Televize
| Rok        | Název                                        | Role                     | Poznámky                                                         |
| ---------- | -------------------------------------------- | ------------------------ | ---------------------------------------------------------------- |
| 1989       | Living Dolls                                 | Samantha Micelli         | 2 díly                                                           |
| 1984–1992  | Who's the Boss?                              | Samantha Micelli         | 196 dílů                                                         |
| 1995       | Krajní meze                                  | Hannah Valesic           | díl: „Chyceni při činu“                                          |
| 1997       | Všichni starostovi muži                      | Meg Winston              | díly: „Family Affair: Part 2“ a „They Shoot Horses, Don't They?“ |
| 1997–1998  | Melrose Place                                | Jennifer Mancini         | 40 dílů; vedlejší role, 5.–7. řada                               |
| 1998       | Fantasy Island                               | Gina Williams            | díl: „Superfriends“                                              |
| 2001       | Lovci diamantů                               | Tracey Van der Byl       | Mini-seriál                                                      |
| 2001       | Griffinovi                                   | Samu sebe                | díl: „Pan Griffin jede do Washingtonu “                          |
| 2001       | Všichni starostovi muži                      | Meg Winston              | díl: „Rain on My Charades“                                       |
| 2004       | Dobrodružství Jimmyho Neutrona, malého génia | April Gorlock (hlas)     | díl: „Win, Lose and Kaboo“                                       |
| 1998–2006  | Čarodějky                                    | Phoebe Halliwell         | 178 dílů; také producentka - 5. řada                             |
| 2007–2008  | Jmenuju se Earl                              | Billie Cunningham        | vedlejší role, 10 dílů                                           |
| 2008       | Mafiánka                                     | Patty Montanari          | TV film                                                          |
| 2010       | Castle na zabití                             | Kyra Blaine              | díl: „Navěky družičkou“                                          |
| 2010       | Kick Buttowski: Hrdina předměstí             | Scarlett Rosetti (hlas)  | díl: „Frame Story/And... Action!“                                |
| 2010–2011  | Rande není romantika                         | Rebecca Thomas           | 6 dílů                                                           |
| 2011       | Young Justice                                | Poison Ivy (hlas)        | 26 dílů                                                          |
| 2011–2012  | Breaking In                                  | Amy Osborn               | 2 díly                                                           |
| 2013–2014  | Mistresses                                   | Savannah „Savi“ Davis    | hlavní role, 26 dílů                                             |
| 2014       | Hollywood Game Night                         | Samu sebe                | díl: „Things That Go Clue-Boom in the Nigh“                      |
| 2015       | Rupaul's Drag Race                           | Samu sebe/porotkyně      |                                                                  |
| 2017       | Léto k nepřežití: O deset let později        | Renata Murphy Delvecchio | 5 dílů                                                           |
| 2013–dosud | Project Runway: All Stars                    | Moderátorka/porotkyně    |                                                                  |
| 2018–2019  | Nenasytná                                    | Coralee Armstrong        | hlavní role, 18 dílů                                             |
| 2019       | Tempting Fate                                | Gabby                    | TV film                                                          |
| 2019       | Chirurgové                                   | Haylee Peterson          | díl: „Reunited“                                                  |
| 2020       | Celebrity Call Center                        | Samu sebe                | díl: „The Shift With the Brony“                                  |
| 2020       | You Are My Home                              | Sloane                   | TV film                                                          |
| 2021       | The Now                                      | Sarah                    | minisérie                                                        |

### Video hry
| Rok  | Název                        | Role              |
| ---- | ---------------------------- | ----------------- |
| 2009 | Ghostbusters: The Video Game | Dr. Ilyssa Selwyn |